# Massy - Palaiseau (métro de Paris)
Ne doit pas être confondu avec Gare de Massy - Palaiseau ou Massy Opéra (métro de Paris).
Massy - Palaiseau est une future station du métro de Paris qui sera située le long de la ligne 18 dans sa partie souterraine, à Massy, à proximité immédiate de Palaiseau, dans l'Essonne. Destinée à être ouverte en 2026, elle desservira le pôle de transports de Massy - Palaiseau (RER, Transilien, Tramway et TGV), en référence duquel elle porte le nom. Elle devrait voir passer 60 000 voyageurs par jour.

## Histoire

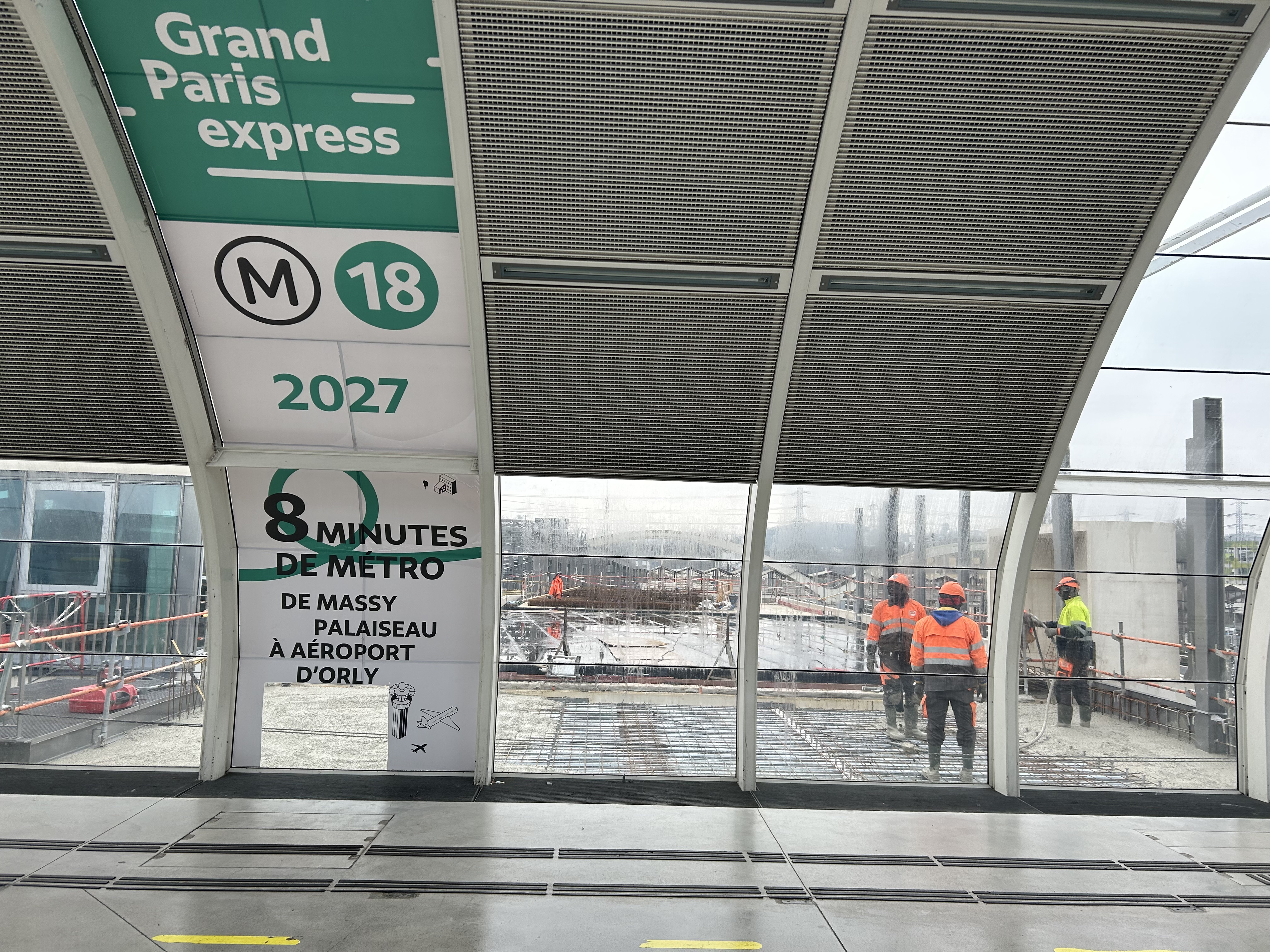
Passerelle à partir de laquelle la station de la ligne 18 sera accessible.

D'après Île-de-France Mobilités (IDFM) (anciennement STIF), la station devrait être desservie par la ligne 18 du métro du Grand Paris Express à partir de 2026. La conception de la station de métro est confiée à Richez Associés.
La station, souterraine, sera dotée d'un grand bâtiment en forme de voûte, largement vitré, situé au centre du pôle d'échange entre les lignes du RER B et du RER C ; il sera implanté à la place de quelques voies du faisceau, à égale distance des deux passerelles auxquelles il sera connecté et jouera le rôle de puits de lumière,.
En mai 2020 la construction est attribuée à un groupement conduit par Vinci Construction Grands Projets.
La station comportera également sur ses quais une fresque de Stéphane Oiry.

## Services aux voyageurs

### Quais
Les quais se trouveront à une profondeur de 19,3 mètres.

### Intermodalité

#### RER
La station sera desservie par les lignes B et C du Réseau express régional.

#### Transilien
À la suite du débranchement de la branche Massy - Palaiseau - Versailles-Chantiers le 4 décembre 2023, la station sera également en correspondance avec la ligne V du réseau de Transilien.

#### Tramway
La ligne de tram-train T12 desservira également la station et la reliera à Évry-Courcouronnes.

#### Métro
Dans le cadre du projet d'extension de la ligne 4 du métro de Paris, la station pourrait devenir le terminus sud de cette ligne. Le 26 juin 2025, le ministre des Transports, Philippe Tabarot, a exprimé son soutien à une extension de la ligne 4 depuis son terminus actuel à Bagneux - Lucie Aubrac, passant par Bourg-la-Reine, Robinson, et Châtenay-Malabry, jusqu'à la gare TGV de Massy-Palaiseau. Ce projet, inscrit au Contrat de plan État-Région (CPER) 2023-2027 et au schéma directeur de la région Île-de-France - environnemental (SDRIF-E), prévoit la suppression de la branche du RER B entre Bourg-la-Reine et Robinson pour permettre cette extension. Des études de faisabilité et d'opportunité, incluant potentiellement le tronçon jusqu'à Massy-Palaiseau, doivent être lancées en juillet 2025 par la région, Île-de-France Mobilités et la préfecture de région.

## À proximité
La station dessert notamment le quartier massicois Atlantis comportant des bâtiments d'habitation, quelques sociétés telles que Safran et le cinéma Pathé-Massy.